# Henouttaoui
Pour les articles homonymes, voir Hénouttaouy (homonymie).
Henouttaoui (vers 1000 avant notre ère) est une prêtresse de l'Égypte antique pendant la XXIe dynastie dont les restes ont été momifiés.
Elle est principalement connue pour être l'une des prétendues « momies de cocaïne ».

## Contexte
On sait peu ou rien de sa vie. Elle était prêtresse et chanteuse dans le temple d'Amon à Thèbes, et après sa mort, son corps a été embaumé et enterré dans la nécropole de Deir el-Bahari.
Après la découverte de sa tombe, sa momie est devenue la propriété du roi de Bavière (probablement Louis Ier), qui l'a ensuite donnée au Musée national d'art égyptien de Munich, où elle se trouve encore aujourd'hui (ÄS 57). Son cercueil, autrefois situé au Musée national d'archéologie de Lisbonne est maintenant également à Munich.

## Redécouverte
En 1992, la toxicologue allemande Svetlana Balabanova a découvert des traces de cocaïne, de haschich et de nicotine sur les cheveux d'Henouttaoui ainsi que sur les cheveux de plusieurs autres momies du musée ce qui est significatif, en ce que la seule source de cocaïne et la nicotine était considérée comme la plante de coca et de tabac originaire des Amériques, et on ne pensait pas qu'elle n'était présente en Afrique qu'après que Christophe Colomb eut voyagé en Amérique.
Ce résultat a été interprété par les théoriciens et les partisans des contacts entre les peuples précolombiens et les anciens Égyptiens, comme une preuve de leurs affirmations. Les résultats sont controversés car, alors que d'autres chercheurs ont également détecté la présence de cocaïne et de nicotine dans les momies égyptiennes, deux analyses successives sur d'autres groupes de momies égyptiennes et de restes humains n'ont pas reproduit entièrement les résultats de Balabanova, des résultats positifs uniquement pour la nicotine,,.
Après ces expériences, même en supposant que de la cocaïne a effectivement été trouvée sur des momies, il est possible qu'il s'agisse d'une contamination survenue après la découverte. Le même argument peut être appliqué à la nicotine mais, en outre, diverses plantes autres que le tabac sont une source de nicotine et deux d'entre elles, Withania somnifera et Apium graveolens, étaient connues et utilisées par les anciens Égyptiens. Les sources de nicotine autres que le tabac et les sources de cocaïne dans l'Ancien Monde sont discutées par le biologiste britannique Duncan Edlin.